# Ralph Ineson
Ralph Michael Ineson (* 15. prosince 1969 Leeds) je anglický herec a vypravěč. Je známý pro svůj hluboký a drsný yorkshireský přízvuk. Ve známost ho vynesla jeho role Chrise Finche v sitcomu BBC Kancl (2001). Dále si zahrál ve filmech Roberta Eggerse Čarodějnice (2015), Seveřan (2022) a Nosferatu (2024) nebo v seriálech Hra o trůny a Černobyl (2019).

## Životopis
Narodil se v Leedsu v hrabství West Yorkshire. Studoval na školách Woodleigh School a Pocklington School. Studoval divadlo na Furness College Lancaster University. Po prvním roce se přestěhoval do bytu ve městě a pracoval jako ostraha v divadle The Dukes v Lancasteru, kde vypomáhal při venkovních představeních od Shakespeara v parku Williamson Park. Na začátku 90. let po univerzitě, pracoval jako učitel a lektor kriketu na York Sixth Form College.

## Filmografie

### Film
| Rok  | Název                                     | Role                             | Poznámky                             |
| ---- | ----------------------------------------- | -------------------------------- | ------------------------------------ |
| 1994 | Syrup                                     | Skinhead                         | krátký film                          |
| 1994 | Nakupování                                | Dix                              |                                      |
| 1995 | První rytíř                               | Ralf                             |                                      |
| 1997 | Fixlování                                 | pan Ray                          |                                      |
| 2001 | Z pekla                                   | Gordie                           |                                      |
| 2001 | South West 9                              | Liam                             |                                      |
| 2007 | The Last Thing to Go Through a Fly's Mind |                                  | krátký film                          |
| 2007 | Střílej bez varování                      | Marber                           |                                      |
| 2007 | Cass                                      | seržant Mullins                  |                                      |
| 2008 | Je tady někdo?                            | pan Kelly                        |                                      |
| 2009 | Prokletý klub                             | šílený reportér s divokým účesem |                                      |
| 2009 | Suicide Man                               | DJ (voice)                       | krátký film                          |
| 2009 | Harry Potter a princ dvojí krve           | Amycus Carrow                    |                                      |
| 2010 | Sex & Drugs & Rock & Roll                 | The Sulphate Strangler           |                                      |
| 2010 | Robin Hood                                | seveřan                          |                                      |
| 2010 | Další rok                                 | pracovník s vrtačkou             |                                      |
| 2010 | Harry Potter a Relikvie smrti – část 1    | Amycus Carrow                    |                                      |
| 2011 | Harry Potter a Relikvie smrti – část 2    | Amycus Carrow                    |                                      |
| 2011 | Nezvaní hosté                             | technik přes alarmy              |                                      |
| 2012 | Nadějné vyhlídky                          | seržant                          |                                      |
| 2013 | Sobecký obr                               | Johnny Jones                     |                                      |
| 2014 | Strážci Galaxie                           | Ravager Pilot                    |                                      |
| 2014 | Kingsman: Tajná služba                    | policista                        |                                      |
| 2015 | Čarodějnice                               | William                          | první spolupráce s Robertem Eggersem |
| 2016 | Lovec: Zimní válka                        | barman                           |                                      |
| 2017 | Star Wars: Poslední z Jediů               | plukovník Ansiv Garmuth          |                                      |
| 2018 | V oku hurikánu                            | Connor Perkins                   |                                      |
| 2018 | Ready Player One: Hra začíná              | Rick                             |                                      |
| 2018 | Balada o Busterovi Scruggsovi             | Posse Leader                     | část: „Near Algodones”               |
| 2020 | Dolittle                                  | Arnall Stubbins                  |                                      |
| 2020 | Brahms: Chlapec 2                         | Joseph                           |                                      |
| 2020 | Mladí a neklidní                          | pan Landerton                    |                                      |
| 2021 | Edge of the World                         | Sir Edward Beech                 |                                      |
| 2021 | Všichni mluví o Jamiem                    | Wayne New                        |                                      |
| 2021 | Výbušnej koktejl                          | Jim McAlester                    |                                      |
| 2021 | Zelený rytíř                              | Green Knight                     |                                      |
| 2021 | The Last Victim                           | Jake                             |                                      |
| 2021 | The Tragedy of Macbeth                    | kapitán                          |                                      |
| 2022 | Seveřan                                   | kapitán Volodymyr                | druhá spolupráce s Robertem Eggersem |
| 2022 | Catherine Called Birdy                    | Golden Tiger                     |                                      |
| 2023 | Papežův vymítač                           | Asmodeus (hlas)                  |                                      |
| 2023 | Misantrop                                 | Dean Possey                      |                                      |
| 2023 | Stvořitel                                 | generál Andrews                  |                                      |
| 2023 | Lord of Misrule                           | Jocelyn Abney                    |                                      |
| 2024 | První znamení: Přichází satan!            | otec Brennan                     |                                      |
| 2024 | Nosferatu                                 | Dr. Wilhelm Sievers              | třetí spolupráce s Robertem Eggersem |
| 2025 | Frankenstein                              | profesor Krempe                  |                                      |
| 2025 | Fantastická 4: První kroky                | Galactus                         |                                      |
| 2025 | Two Neighbors                             | Genie                            |                                      |

### Televize
| Rok             | Název                                     | Role                                                                                | Poznámky                                     |
| --------------- | ----------------------------------------- | ----------------------------------------------------------------------------------- | -------------------------------------------- |
| 1993            | Spender                                   | Alex                                                                                | epizoda: „Best Friends”                      |
| 1993–2009       | The Bill                                  | Alan Trent / Greg Simm / Robert Carmichael / Paul Gibson / Billy Wylie / Derek Crew | 8 epizody                                    |
| 1994            | All Quiet on the Preston Front            | Iggy                                                                                | epizoda: „Diesel's Garage”                   |
| 1994            | 99-1                                      | Brian                                                                               | epizoda: „The Cost of Living”                |
| 1994            | Tajný agent Royce                         | Newfold                                                                             | TV film                                      |
| 1994            | Cesta                                     | Arthur Benton                                                                       | minisérie                                    |
| 1994            | Screen Two                                | Policeman                                                                           | epizoda: „O Mary This London”                |
| 1995            | Harry                                     | Wayne                                                                               | epizoda: „#2.5”                              |
| 1995            | Out of the Blue                           | Ricki Sellars                                                                       | epizoda:„ #1.2”                              |
| 1995            | Chandler & Co                             | Roderick Tully                                                                      | epizoda: „End of Term”                       |
| 1996            | Goodnight Sweetheart                      | Donald                                                                              | epizoda: „There's Something About a Soldier” |
| 1996            | This Life                                 | Jessop                                                                              | epizoda: „Sex, Lies and Muesli Yoghurt”      |
| 1996            | Zrádné polibky                            | seržant Beddowes                                                                    | TV film                                      |
| 1997            | Kavanagh QC                               | DCI Chris Sampson                                                                   | epizoda: „The Ties That Bind”                |
| 1998            | Dangerfield                               | Jake Gilmore                                                                        | epizoda: „Local Colour”                      |
| 1998            | Children of the New Forest                | William Hammond                                                                     | TV film                                      |
| 1998–2002       | Playing the Field                         | Luke Mullen                                                                         | 32 epizod                                    |
| 1998, 2005      | Heartbeat                                 | Tel Philips / Corporal Fisher                                                       | 2 epizody                                    |
| 1999            | Doteky zla                                | Chris Wray                                                                          | 2 epizody                                    |
| 1999            | Bostock's Cup                             | Clive Kennard                                                                       | TV film                                      |
| 2001–2003       | Kancl                                     | Chris Finch                                                                         | 7 epizod                                     |
| 2002            | MI5                                       | Sam Walker                                                                          | epizoda: „One Last Dance”                    |
| 2002            | Holby City                                | Dale Warner                                                                         | epizoda: „Calculated Risks”                  |
| 2002, 2011      | Doctors                                   | Billy Hollins / Martin Davies                                                       | 2 epizody                                    |
| 2003            | The Afternoon Play                        | Rob Coles                                                                           | epizoda: „The Real Arnie Griffin”            |
| 2003            | In Deep                                   | Craig                                                                               | epizoda: „Character Assassins: Part 1”       |
| 2003            | Čtvrtek dvanáctého                        | Collins                                                                             | TV film                                      |
| 2003            | Strange                                   | Bill                                                                                | epizoda: „Dubik”                             |
| 2003            | Between the Sheets                        | Mark Ainsley                                                                        | 6 epizody                                    |
| 2004            | Black Books                               | Richard (voice)                                                                     | epizoda: „Moo-Ma and Moo-Pa”                 |
| 2004            | Blue Murder                               | Bob Urwin                                                                           | epizoda: „Lonely”                            |
| 2004            | A Line in the Sand                        | Det. Sgt. Bill Davies                                                               | minisérie                                    |
| 2005            | Pochod                                    | Lawrence                                                                            | TV film                                      |
| 2005            | Vraždy na předměstí                       | William Marshal                                                                     | epizoda: „Dogs”                              |
| 2005            | Coronation Street                         | Zack                                                                                | 9 epizod                                     |
| 2005            | ShakespeaRe-Told                          | Barry                                                                               | epizoda: „Macbeth”                           |
| 2005            | Panenská královna                         | Dr. William Cowes                                                                   | 2 epizody                                    |
| 2005, 2008      | Casualty                                  | Raymond Thurber / Martin Woodbridge                                                 | 2 epizody                                    |
| 2006            | Pohřešovaní                               | DCI John Carter                                                                     | 2 epizody                                    |
| 2006            | Dalziel a Pascoe                          | James Maddern                                                                       | epizoda: „The Cave Woman”                    |
| 2006            | The Only Boy for Me                       | Lawrence                                                                            | TV film                                      |
| 2006            | Losing It                                 | pan Granger                                                                         | TV film                                      |
| 2006–2007       | Suburban Shootout                         | Jeremy Hazledine                                                                    | 11 epizod                                    |
| 2007            | Die Ludolfs – 4 Brüder auf'm Schrottplatz | vypraveč (hlas)                                                                     | epizoda: „Flower Power in Dernbach”          |
| 2007            | Olověná bublina                           | Bob Marlin                                                                          | epizoda: „Giraffe”                           |
| 2008            | Mrtvé probouzeti                          | Frank Monk                                                                          | epizoda: „Wound Parts 1 & 2”                 |
| 2008            | New Tricks                                | D.I. Hamilton                                                                       | epizoda: „Mad Dogs”                          |
| 2009–2010       | Waterloo Road                             | John Fry                                                                            | 9 epizod                                     |
| 2010            | Ajťáci                                    | Paul the Masseuse                                                                   | epizoda: „Something Happened”                |
| 2010            | Merlin                                    | Jarl                                                                                | epizoda: „The Coming of Arthur: Part One”    |
| 2011            | The Body Farm                             | Miles Leyton                                                                        | epizoda: „You've Got Visitors”               |
| 2011–2012       | Case Sensitive                            | DC Colin Sellers                                                                    | čtyřdílná minisérie                          |
| 2011–současnost | Lovci odpadu                              | vypraveč (hlas)                                                                     | všechny epizody                              |
| 2012            | Hra o trůny                               | Dagmer Rozseklý                                                                     | 5 epizod                                     |
| 2012            | Secret State                              | Sgt. Wrigglesworth                                                                  | čtyřdílná minisérie                          |
| 2013            | Pramface                                  | DS Sullivan                                                                         | epizoda: „Tinker, Tiger, Lobster”            |
| 2013            | Count Arthur Strong                       | Roger the Policeman                                                                 | epizoda: „Arthur.com”                        |
| 2013            | Zločiny z vřesovišť                       | Ross Strachan                                                                       | epizoda: „Prodigal Son”                      |
| 2013            | Ambassadors                               | Captain Jones                                                                       | epizoda: „The Tazbek Spring”                 |
| 2014            | Inspector George Gently                   | Arthur Hawkes                                                                       | epizoda: „Gently Going Under”                |
| 2014            | Nové světy                                | Stackpole                                                                           | 2 epizody                                    |
| 2015            | Drunk History                             | král Jindřich II.                                                                   | epizoda: „Episode Seven”                     |
| 2015            | Bluestone 42                              | Mike Slater                                                                         | epizoda: „#3.2”                              |
| 2015            | The Interceptor                           | Yorkie                                                                              | epizoda: „Episode 6”                         |
| 2015            | Prey                                      | DCI Mike Ward                                                                       | 3 epizody                                    |
| 2016            | Gangy z Birminghamu                       | Connor Nutley                                                                       | 2 epizody                                    |
| 2016            | Porridge                                  | Richie Weeks                                                                        | televizní speciál                            |
| 2017            | Sherlock                                  | Vince                                                                               | epizoda: „The Final Problem”                 |
| 2017            | Nezvěstná                                 | Adam Radford                                                                        | 10 epizod                                    |
| 2017            | Star proti silám zla                      | Demoncist (hlas)                                                                    | epizoda: „Demoncism/Sophomore Slump”         |
| 2018            | Na vlásku: Seriál                         | Cutter (hlas)                                                                       | epizoda: „Beyond the Corona Walls”           |
| 2018            | Agatha a podstata vraždy                  | Detektiv inspektor Dicks                                                            | TV film                                      |
| 2019            | Černobyl                                  | generál Nikolaj Tarakanov                                                           | 2 epizody                                    |
| 2019            | Temný krystal: Věk vzdoru                 | lovec                                                                               | 7 epizod                                     |
| 2019            | The Capture                               | DCI Alex Boyd                                                                       | 6 epizod                                     |
| 2022            | Trigger Point                             | velitel Bregman                                                                     | 2 epizody                                    |
| 2022            | Willow                                    | velitel Ballantine                                                                  | 3 epizody                                    |
| 2023            | Legenda jménem Vox Machina                | Kevdak (hlas)                                                                       | 3 epizody                                    |
| 2023            | The Gallows Pole                          | The Clothier                                                                        | třídílná televizní série                     |
| 2023            | Můj táta je lovec mimozemšťanů            | Widowmaker                                                                          | hlas                                         |
| 2024            | The Jetty                                 | D.I. Morgan                                                                         | čtyřdílná televizní série                    |
| 2024            | Ludwig: Šifra zločinu                     | policejní náčelník Ziegler                                                          | šestidílná televizní série                   |
| 2025            | Wolf King                                 | Leopold                                                                             | hlas                                         |
| 2025            | Nadace                                    | Archduke Bellarion                                                                  | 1 epizoda                                    |

### Počítačové hry
| Rok  | Název                                         | Role             |
| ---- | --------------------------------------------- | ---------------- |
| 2011 | Harry Potter and the Deathly Hallows – Part 2 | Amycus Carrow    |
| 2013 | Assassin's Creed IV: Black Flag               | Charles Vane     |
| 2023 | Final Fantasy XVI                             | Cidolfus Telamon |
| 2023 | Diablo IV                                     | Lorath Nahr      |